# كورال هاربور
كورال هاربور هي بلدة تقع في منطقة قيكيقتالوك في ولاية نونافوت،كندا.